# Leichtathletik-Weltmeisterschaften 1999/100 m der Männer

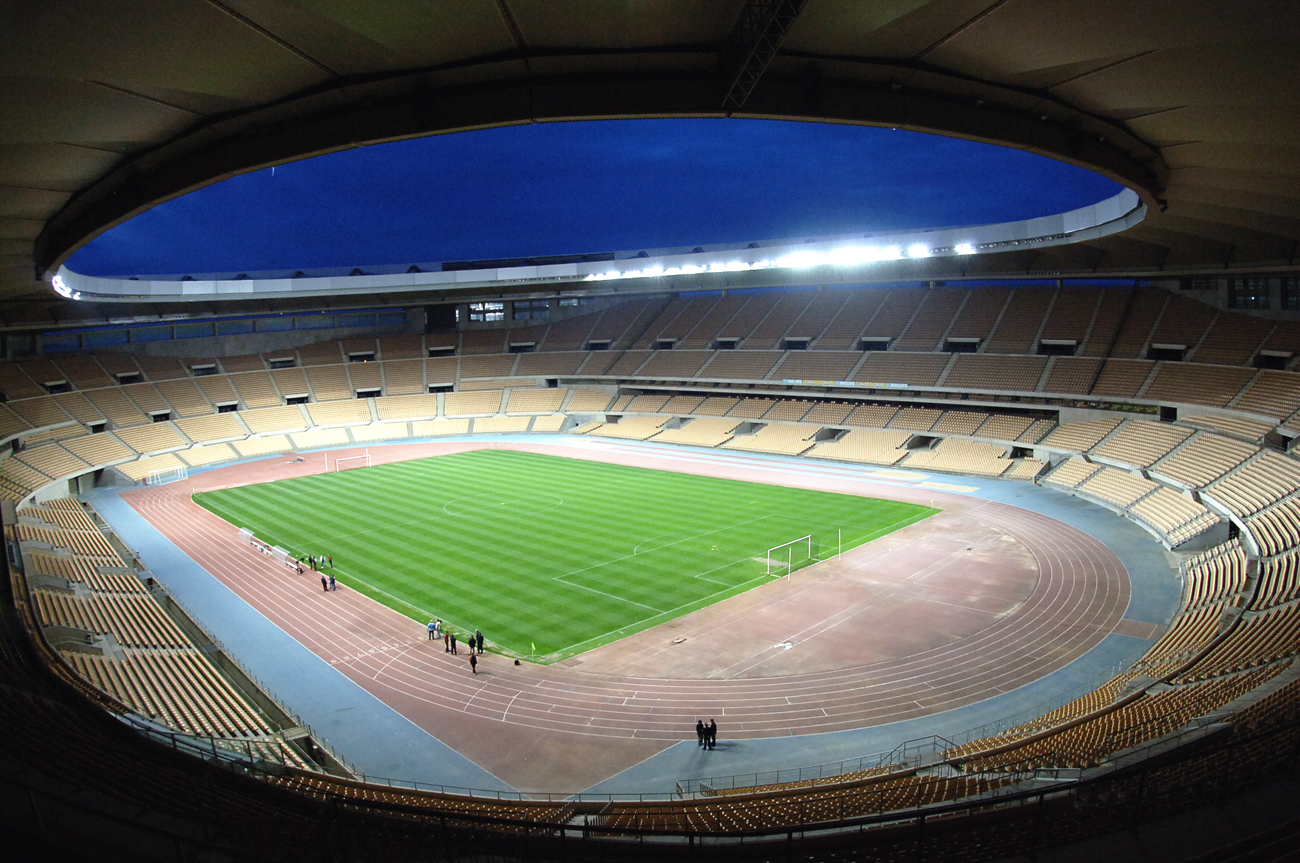
Das Olympiastadion von Sevilla im Jahr 2011

Der 100-Meter-Lauf der Männer bei den Leichtathletik-Weltmeisterschaften 1999 wurde am 21. und 22. August 1999 im Olympiastadion der spanischen Stadt Sevilla ausgetragen.
Seinen ersten von drei Titeln bei diesen Weltmeisterschaften errang der US-amerikanische Titelverteidiger Maurice Greene. Er siegte vor dem kanadischen WM-Zweiten von 1995 Bruny Surin, der mit seinen Sprintstaffeln schon zweimal Gold (1995/1997) und einmal Bronze (1993) bei Weltmeisterschaften gewonnen hatte. Bronze ging an den britischen Vizeeuropameister von 1998 Dwain Chambers.

## Rekorde

### Bestehende Rekorde
| Weltrekord               | 9,79 s | Maurice Greene | Athen, Griechenland            | 16. Juni 1999   |
| Weltmeisterschaftsrekord | 9,86 s | Carl Lewis     | WM 1991 in Tokio, Japan        | 25. August 1991 |
| Weltmeisterschaftsrekord | 9,86 s | Maurice Greene | WM 1997 in Athen, Griechenland | 3. August 1997  |

### Rekordverbesserung
Mit 9,80 s bei leichtem Rückenwind von 0,2 m/s verbesserte der US-amerikanische Weltmeister Maurice Greene den von ihm selbst mitgehaltenen WM-Rekord im Finale am 22. August um zwei Hundertstelsekunden.
Darüber hinaus wurden folgende sieben Landesrekorde neu aufgestellt oder egalisiert:
- Kareem Streete-Thompson (Cayman Islands)
  - 10,24 s (7. Vorlauf, 21. August)
  - 10,14 s (3. Viertelfinale, 21. August)
  - 10,14 s (1. Halbfinale, 22. August, Rekord egalisiert)
- Pascal Dangbo (Benin) – 10,64 s (9. Vorlauf, 21. August)
- Amarildo Almeida (Guinea-Bissau) – 10,80 s (9. Vorlauf, 21. August)
- Alexandr Porchomowski (Israel) – 10,80 s (3. Viertelfinale, 21. August)
- Bruny Surin (Kanada) – 9,84 s (Finale, 22. August)

## Doping
In diesem Wettbewerb gab es zwei gedopte Athleten, in beiden Fällen handelte es sich um Sprinter aus Nigeria.
- Innocent Asonze, im Vorlauf ausgeschieden – Im Juni 1999 versäumte er einen Dopingtest. Daraufhin wurden ihm seine Resultate von diesen Weltmeisterschaften aberkannt. Ebenfalls disqualifiziert wurde die 4 × 100 m seines Landes, in der Asonze mitgelaufen war. Die dort zunächst gewonnene Bronzemedaille musste wieder abgegeben werden.
- Davidson Ezinwa, im Halbfinale ausgeschieden – Seine Probe eines Dopingtests nach dem Halbfinale war positiv, es wurde das Eiweißhormon HCG gefunden. Daraufhin wurde er von der weiteren Teilnahme bei diesen Weltmeisterschaften ausgeschlossen – vorgesehen war sein Einsatz als Mitglied der nachträglich disqualifizierten 4-mal-100-Meter-Staffel.[2]

Leidtragende waren folgende Athleten:
- Chris Donaldson, Neuseeland – er wäre als Dritter seines Vorlaufs über seine Platzierung für das Viertelfinale qualifiziert gewesen.
- Reanchai Srihawong, Thailand – er wäre mit seinen 10,45 s über seine Zeit für das Viertelfinale qualifiziert gewesen.
- Mathew Quinn, Neuseeland – er wäre als Dritter seines Viertelfinales über seine Platzierung für das Halbfinale qualifiziert gewesen.

## Vorrunde
5. August 1999, 17:35 Uhr
Die Vorrunde wurde in zehn Läufen durchgeführt. Die ersten drei Athleten pro Lauf – hellblau unterlegt – sowie die darüber hinaus vier zeitschnellsten Läufer – hellgrün unterlegt – qualifizierten sich für das Viertelfinale.

### Vorlauf 1
21. August 1999, 11:30 Uhr
Wind: −0,6 m/s
| Platz | Name                | Nation           | Zeit (s) |
| ----- | ------------------- | ---------------- | -------- |
| 1     | Maurice Greene      | USA              | 10,30    |
| 2     | Patrick Stevens     | Belgien          | 10,38    |
| 3     | Vitaliy Medvedev    | Kasachstan       | 10,39    |
| 4     | Bradley McCuaig     | Kanada           | 10,42    |
| 5     | Bradley Agnew       | Südafrika        | 10,51    |
| 6     | Pascual Charo Esono | Äquatorialguinea | 11,32    |
| 7     | Philam Garcia       | Guam             | 12,82    |

### Vorlauf 2

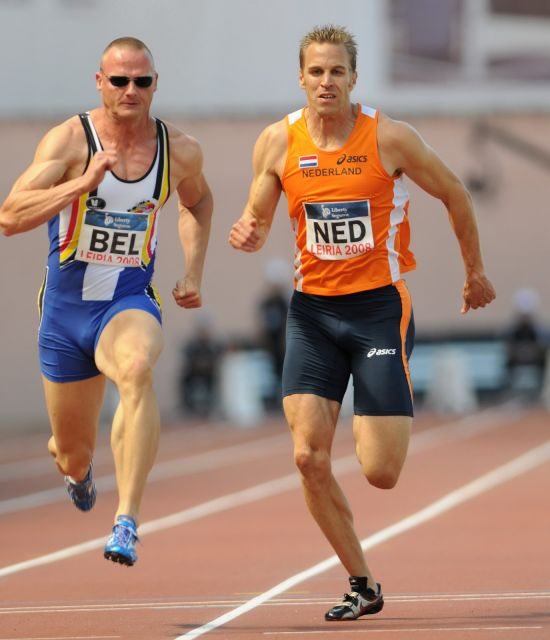
Als Fünfter seines Vorlaufs schied Erik Wijmeersch (links) aus

21. August 1999, 11:36 Uhr
Wind: −0,7 m/s
| Platz | Name               | Nation                         | Zeit (s) |
| ----- | ------------------ | ------------------------------ | -------- |
| 1     | Jason Gardener     | Großbritannien                 | 10,27    |
| 2     | Roland Németh      | Ungarn                         | 10,28    |
| 3     | Hristóforos Hoídis | Griechenland                   | 10,30    |
| 4     | Martin Lachkovics  | Österreich                     | 10,47    |
| 5     | Erik Wijmeersch    | Belgien                        | 10,56    |
| 6     | Joel Mascoll       | St. Vincent und die Grenadinen | 10,63    |
| 7     | Alpha Kamara       | Sierra Leone                   | 10,80    |
| 8     | Matarr Njie        | Gambia                         | 11,09    |

### Vorlauf 3
21. August 1999, 11:42 Uhr
Wind: −0,5 m/s
| Platz | Name             | Nation    | Zeit (s) |
| ----- | ---------------- | --------- | -------- |
| 1     | Frank Fredericks | Namibia   | 10,22    |
| 2     | Piotr Balcerzak  | Polen     | 10,23    |
| 3     | Freddy Mayola    | Kuba      | 10,25    |
| 4     | Stefano Tilli    | Italien   | 10,35    |
| 5     | Édson Ribeiro    | Brasilien | 10,47    |
| 6     | Tolutaʻu Koula   | Tonga     | 11,11    |
| 7     | Dinh Minh Nguyen | Vietnam   | 11,20    |
| DNS   | Moumi Sebergue   | Tschad    |          |

### Vorlauf 4
21. August 1999, 11:48 Uhr
Wind: −0,2 m/s
| Platz | Name                 | Nation         | Zeit (s)                      |
| ----- | -------------------- | -------------- | ----------------------------- |
| 1     | Tim Montgomery       | USA            | 10,37                         |
| 2     | Georgios Theodoridis | Griechenland   | 10,32                         |
| 3     | André da Silva       | Brasilien      | 10,41                         |
| 4     | Claude Toukene       | Kamerun        | 10,44                         |
| 5     | Gabriel Simón        | Argentinien    | 10,49                         |
| 6     | Watson Nyambek       | Malaysia       | 10,54                         |
| 7     | Roman Cress          | Marshallinseln | 10,70                         |
| DSQ   | Ousmane Diarra       | Mali           | IAAF Rule 142.4 – Meldefehler |

### Vorlauf 5
21. August 1999, 11:54 Uhr
Wind: −0,5 m/s
| Platz | Name             | Nation                             | Zeit (s)                                            |
| ----- | ---------------- | ---------------------------------- | --------------------------------------------------- |
| 1     | Bruny Surin      | Kanada                             | 10,18                                               |
| 2     | Darren Campbell  | Großbritannien                     | 10,37                                               |
| 3     | Chris Donaldson  | Neuseeland                         | 10,47 eigentlich für das Viertelfinale qualifiziert |
| 4     | Tetsuya Nakamura | Japan                              | 10,57                                               |
| 5     | Timothy Brooks   | Anguilla                           | 11,08                                               |
| 6     | Detrickson Anson | Föderierte Staaten von Mikronesien | 11,68                                               |
| DOP   | Innocent Asonze  | Nigeria                            | für das Viertelfinale zugelassen                    |

### Vorlauf 6

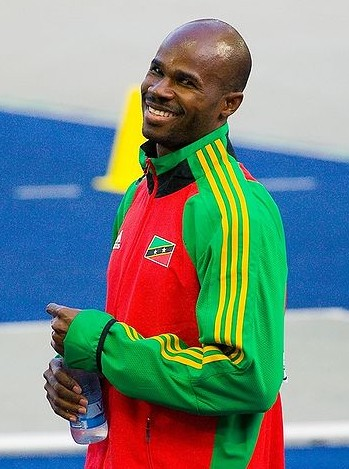
Kim Collins verfehlte das Viertelfinale um einen Rang – vier Jahre später wurde er Weltmeister

21. August 1999, 12:00 Uhr
Wind: −0,9 m/s
| Platz | Name                  | Nation              | Zeit (s) |
| ----- | --------------------- | ------------------- | -------- |
| 1     | Dwain Chambers        | Großbritannien      | 10,34    |
| 2     | Kōji Itō              | Japan               | 10,38    |
| 3     | Alexandr Porchomowski | Israel              | 10,42    |
| 4     | Kim Collins           | St. Kitts und Nevis | 10,50    |
| 5     | Urban Acman           | Slowenien           | 10,56    |
| 6     | Pedro Pablo Nolet     | Spanien             | 10,70    |
| 7     | Mohammad Abdul Baqi   | Jordanien           | 11,42    |
| DNS   | Joebert Delicano      | Philippinen         |          |

### Vorlauf 7
21. August 1999, 12:00 Uhr
Wind: −0,9 m/s
| Platz | Name                    | Nation         | Zeit (s)                         |
| ----- | ----------------------- | -------------- | -------------------------------- |
| 1     | Brian Lewis             | USA            | 10,23                            |
| 2     | Kareem Streete-Thompson | Cayman Islands | 10,24 NR                         |
| 2     | Tommy Kafri             | Israel         | 10,38                            |
| 4     | Eric Nkansah            | Ghana          | 10,42                            |
| 5     | Sayon Cooper            | Liberia        | 10,56                            |
| 6     | Mohamed Ould Brahim     | Mauretanien    | 11,17                            |
| 7     | Imad Ahmed              | Irak           | 11,26                            |
| DOP   | Davidson Ezinwa         | Nigeria        | für das Viertelfinale zugelassen |

### Vorlauf 8

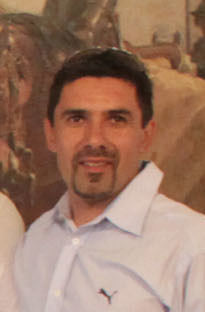
Carlos Gats – sein fünfter Rang im achten Vorlauf reichte nicht zum Weiterkommen

21. August 1999, 12:12 Uhr
Wind: +0,1 m/s
| Platz | Name              | Nation      | Zeit (s) |
| ----- | ----------------- | ----------- | -------- |
| 1     | Tim Harden        | USA         | 10,18    |
| 2     | Carlos Calado     | Portugal    | 10,20    |
| 3     | Deji Aliu         | Nigeria     | 10,22    |
| 4     | Marcin Nowak      | Polen       | 10,23    |
| 5     | Carlos Gats       | Argentinien | 10,55    |
| 6     | Chintake De Soysa | Sri Lanka   | 10,70    |
| 7     | Robertson Temaki  | Nauru       | 12,14    |

### Vorlauf 9
21. August 1999, 12:18 Uhr
Wind: +0,1 m/s
| Platz | Name                | Nation                   | Zeit (s) |
| ----- | ------------------- | ------------------------ | -------- |
| 1     | Matthew Shirvington | Australien               | 10,24    |
| 2     | Nathanaël Esprit    | Niederländische Antillen | 10,28    |
| 3     | Leonard Myles-Mills | Ghana                    | 10,29    |
| 4     | Patrick Jarrett     | Jamaika                  | 10,34    |
| 5     | Pascal Dangbo       | Benin                    | 10,64 NR |
| 6     | Amarildo Almeida    | Guinea-Bissau            | 10,80 NR |
| 7     | Misili Manu         | Samoa                    | 10,91    |
| DNS   | Abjulla Kafi        | Bangladesch              |          |

### Vorlauf 10
21. August 1999, 12:24 Uhr
Wind: +0,8 m/s
| Platz | Name               | Nation                  | Zeit (s)                                            |
| ----- | ------------------ | ----------------------- | --------------------------------------------------- |
| 1     | Obadele Thompson   | Barbados                | 10,26                                               |
| 2     | Ibrahim Méité      | Elfenbeinküste          | 10,28                                               |
| 3     | Mathew Quinn       | Südafrika               | 10,28                                               |
| 4     | Gábor Dobos        | Ungarn                  | 10,30                                               |
| 5     | Vicente de Lima    | Brasilien               | 10,38                                               |
| 6     | Stéphane Buckland  | Mauritius               | 10,43                                               |
| 7     | Reanchai Srihawong | Thailand                | 10,45 eigentlich für das Viertelfinale qualifiziert |
| DNS   | Levard Missick     | Turks- und Caicosinseln |                                                     |

## Viertelfinale
Aus den fünf Viertelfinalläufen qualifizierten sich die jeweils ersten drei Athleten – hellblau unterlegt – sowie der darüber hinaus zeitschnellste Läufer – hellgrün unterlegt – für das Halbfinale.

### Viertelfinallauf 1
21. August 1999, 19:36 Uhr
Wind: +0,3 m/s
| Platz | Name                 | Nation         | Zeit (s)                                         |
| ----- | -------------------- | -------------- | ------------------------------------------------ |
| 1     | Jason Gardener       | Großbritannien | 10,18                                            |
| 2     | Brian Lewis          | USA            | 10,23                                            |
| 3     | Mathew Quinn         | Südafrika      | 10,24 eigentlich für das Halbfinale qualifiziert |
| 4     | Stefano Tilli        | Italien        | 10,26                                            |
| 5     | Vitaliy Medvedev     | Kasachstan     | 10,26                                            |
| 6     | Georgios Theodoridis | Griechenland   | 10,30                                            |
| 7     | Bradley McCuaig      | Kanada         | 10,61                                            |
| DOP   | Davidson Ezinwa      | Nigeria        | für das Halbfinale zugelassen                    |

### Viertelfinallauf 2

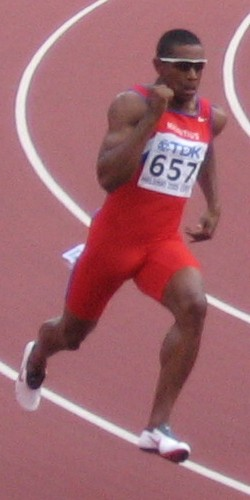
Rang sieben im dritten Viertelfinale war für Stéphane Buckland zu wenig, um im Halbfinale dabei zu sein

21. August 1999, 19:36 Uhr
Wind: +0,3 m/s
| Platz | Name                | Nation                   | Zeit (s) |
| ----- | ------------------- | ------------------------ | -------- |
| 1     | Obadele Thompson    | Barbados                 | 10,04    |
| 2     | Leonard Myles-Mills | Ghana                    | 10,10    |
| 3     | Matthew Shirvington | Australien               | 10,16    |
| 4     | Mathew Quinn        | Südafrika                | 10,16    |
| 5     | Hristóforos Hoídis  | Griechenland             | 10,21    |
| 6     | Nathanaël Esprit    | Niederländische Antillen | 10,29    |
| 7     | Vicente de Lima     | Brasilien                | 10,36    |
| 8     | Tommy Kafri         | Israel                   | 10,36    |

### Viertelfinallauf 3

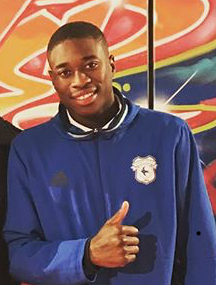
Ibrahim Méité wurde Siebter seines Viertelfinalrennens und schied damit aus

21. August 1999, 19:42 Uhr
Wind: −0,6 m/s
| Platz | Name                    | Nation         | Zeit (s) |
| ----- | ----------------------- | -------------- | -------- |
| 1     | Dwain Chambers          | Großbritannien | 10,08    |
| 2     | Tim Harden              | USA            | 10,12    |
| 3     | Kareem Streete-Thompson | Cayman Islands | 10,14 NR |
| 4     | Alexandr Porchomowski   | Israel         | 10,20 NR |
| 5     | Patrick Stevens         | Belgien        | 10,23    |
| 6     | Piotr Balcerzak         | Polen          | 10,29    |
| 7     | Stéphane Buckland       | Mauritius      | 10,39    |
| DOP   | Innocent Asonze         | Nigeria        |          |

### Viertelfinallauf 4
21. August 1999, 19:48 Uhr
Wind: −0,4 m/s
| Platz | Name             | Nation         | Zeit (s) |
| ----- | ---------------- | -------------- | -------- |
| 1     | Frank Fredericks | Namibia        | 10,09    |
| 2     | Tim Montgomery   | USA            | 10,12    |
| 3     | Darren Campbell  | Großbritannien | 10,12    |
| 4     | Freddy Mayola    | Kuba           | 10,15    |
| 5     | Patrick Jarrett  | Jamaika        | 10,22    |
| 6     | Eric Nkansah     | Ghana          | 10,25    |
| 7     | Ibrahim Méité    | Elfenbeinküste | 10,34    |
| 8     | André da Silva   | Brasilien      | 10,37    |

### Viertelfinallauf 5
21. August 1999, 19:54 Uhr
Wind: −0,2 m/s
| Platz | Name           | Nation   | Zeit (s) |
| ----- | -------------- | -------- | -------- |
| 1     | Maurice Greene | USA      | 09,91    |
| 2     | Bruny Surin    | Kanada   | 09,95    |
| 3     | Gábor Dobos    | Ungarn   | 10,22    |
| 4     | Deji Aliu      | Nigeria  | 10,22    |
| 5     | Carlos Calado  | Portugal | 10,24    |
| 6     | Marcin Nowak   | Polen    | 10,29    |
| 7     | Kōji Itō       | Japan    | 10,40    |
| 8     | Claude Toukene | Kamerun  | 10,48    |

## Halbfinale

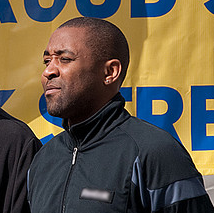
Darren Campbell verpasste die Finalteilnahme um einen Rang
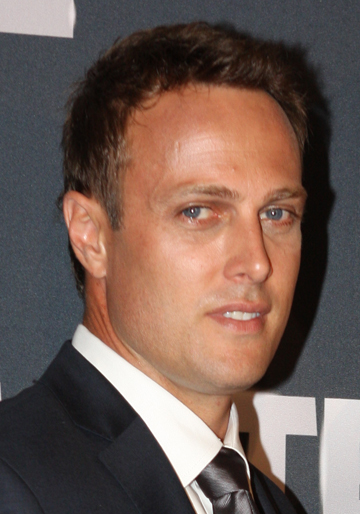
Matthew Shirvington (Foto: 2013) wurde nach der Fehlstartregel disqualifiziert

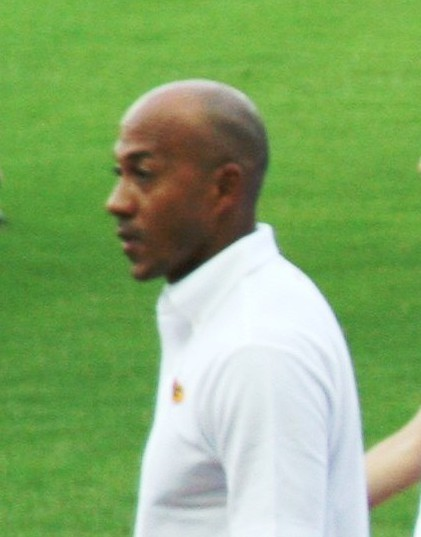
Der mehrfache Medaillengewinner Frank Fredericks trat zum Halbfinale nicht an

Aus den beiden Halbfinalläufen qualifizierten sich die jeweils ersten vier Athleten – hellblau unterlegt – für das Finale.

### Halbfinallauf 1
22. August 1999, 19:30 Uhr
Wind: −0,7 m/s
| Platz | Name                    | Nation         | Zeit (s)                    |
| ----- | ----------------------- | -------------- | --------------------------- |
| 1     | Maurice Greene          | USA            | 09,96                       |
| 2     | Dwain Chambers          | Großbritannien | 10,09                       |
| 3     | Tim Montgomery          | USA            | 10,14                       |
| 4     | Kareem Streete-Thompson | Cayman Islands | 10,14 NRe                   |
| 5     | Darren Campbell         | Großbritannien | 10,15                       |
| DSQ   | Matthew Shirvington     | Australien     | IAAF Rule 162.8 – Fehlstart |
| DNS   | Frank Fredericks        | Namibia        |                             |
| DNS   | Freddy Mayola           | Kuba           |                             |

### Halbfinallauf 2
22. August 1999, 19:37 Uhr
Wind: −0,3 m/s
| Platz | Name                | Nation         | Zeit (s) |
| ----- | ------------------- | -------------- | -------- |
| 1     | Bruny Surin         | Kanada         | 09,96    |
| 2     | Tim Harden          | USA            | 10,05    |
| 3     | Obadele Thompson    | Barbados       | 10,07    |
| 4     | Jason Gardener      | Großbritannien | 10,10    |
| 5     | Brian Lewis         | USA            | 10,13    |
| 6     | Leonard Myles-Mills | Ghana          | 10,16    |
| 7     | Gábor Dobos         | Ungarn         | 10,47    |
| DOP   | Davidson Ezinwa     | Nigeria        |          |

## Finale

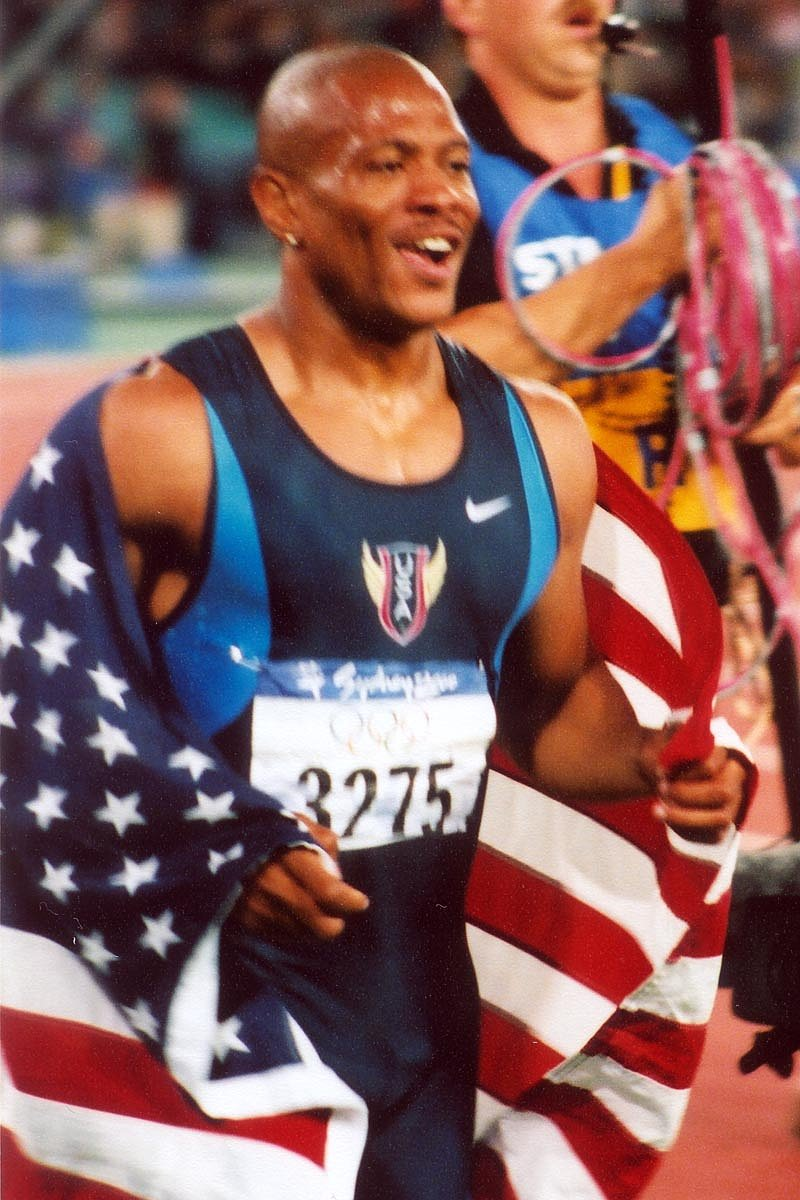
Maurice Greene verteidigte seinen Titel – zwei weitere Siege über 200 Meter und 4 × 100 m kamen in den nächsten Tagen hinzu

22. August 1999, 21:15 Uhr
Wind: +0,2 m/s
| Platz | Name                    | Nation         | Zeit (s) |
| ----- | ----------------------- | -------------- | -------- |
| 1     | Maurice Greene          | USA            | 09,80 CR |
| 2     | Bruny Surin             | Kanada         | 09,84 NR |
| 3     | Dwain Chambers          | Großbritannien | 09,97    |
| 4     | Obadele Thompson        | Barbados       | 10,00    |
| 5     | Tim Harden              | USA            | 10,02    |
| 6     | Tim Montgomery          | USA            | 10,04    |
| 7     | Jason Gardener          | Großbritannien | 10,07    |
| 8     | Kareem Streete-Thompson | Cayman Islands | 10,24    |

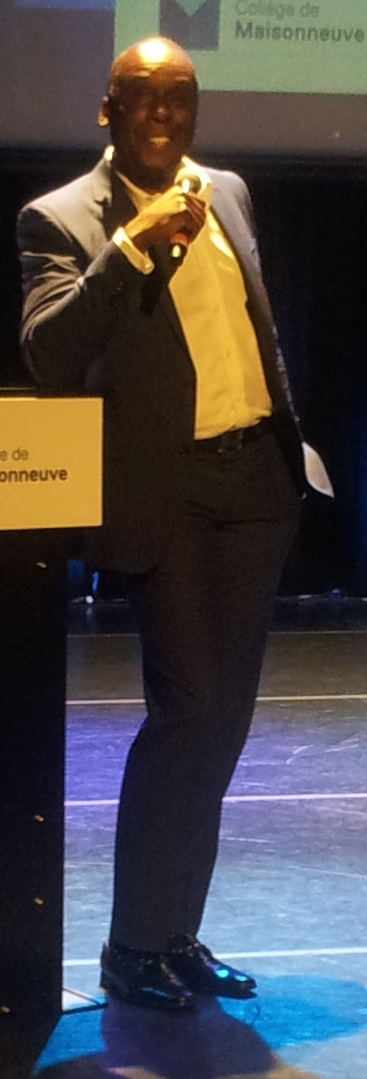
Bruny Surin (hier im Jahr 2019), Gewinner zahlreicher Staffelmedaillen, wurde wie 1995 Vizeweltmeister
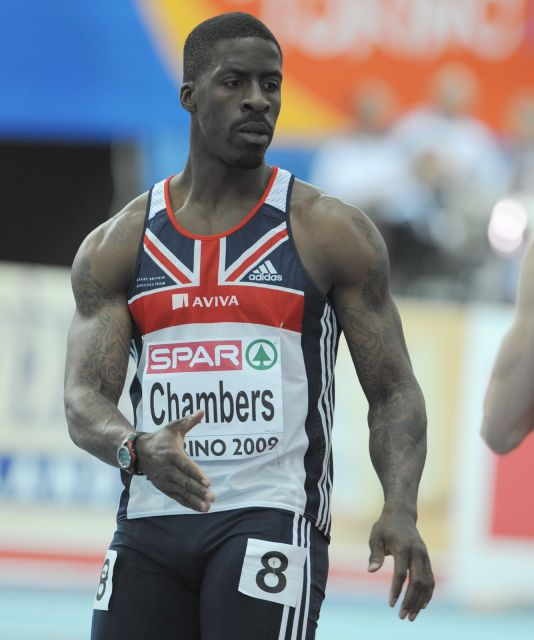
Dwain Chambers, 1998 Vizeeuropameister, errang Bronze

## Video
- Maurice Greene & Bruny Surin (9.80/9.84) – 1999 World Championships (100 m Final) – Seville, Spain, Video veröffentlicht am 30. Juli 2012 auf youtube.com, abgerufen am 9. Juli 2020